# 바클리카드

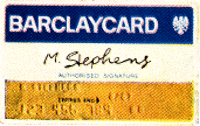

바클리카드(Barclaycard)는 글로벌 금융신용(신용카드, 대부업 등의 부문에서 영업을 한다.) 회사이다. 영국의 바클레이즈 사가 모회사이다. 바클리카드 사가 영국에 처음으로 신용카드를 도입하였다. 도입한 해인 1966년부터 액세스 카드가 출범한 1972년까지 약 6년 동안 독점 시장에서 재미를 봤다.
바클리카드는 나중에 비자 네트웍에 합류하였다. 오늘날에는 마스타카드와 비자 카드 두 가지 버전을 다 같이 제공하고 있다. 바클리카드는 자기네들이 발행카드수로 1억 1000만 장을 넘겨 유럽 최대의 신용카드회사라고 주장하고 있다.  바클리카드의 주 사무소는 노스햄프턴에 있고, 또한 바클레이즈 본사가 위치한 카나리 와프의 원 처칠 플레이스 빌딩의 여러 층에도 사무소가 들어서 있다.
바클리카드는 2001년부터 2004년까지 프리미어리그의 공식 후원사였다. 모기업 바클레이즈가 프리미어리그 2004-05부터 공식 후원사 자리를 물려받았다.

## 영국 바클리카드
바클리카드는 영국에만 1억 9200만 명의 고객이 있다. 영국의 3대 카드 회사 중 하나이자, 가장 많은 카드발급 수를 기록하고 있는 카드 회사이다.

#### 영국 바클리카드의 연혁
- 1966 — 바클리카드 사 출범 - 영국 최초의 신용카드.
- 1977 — 바클리카드 비즈니스 출범. VISA 시스템의 창립멤버가 됨.
- 1982 — 바클리카드 프리미어 카드 도입.
- 1986 — 단골 고객 프로그램 도입.
- 1990 — 바클리카드 마스타카드 도입.
- 1995 — 바클리카드 골드, 카들레이카드 센스 카드 도입; 바클리카드 넷링크(Barclaycard Netlink)라는 것을 통해 인터넷을 활용하는 최초의 카드사가 됨.
- 1997 — 인터넷으로 카드대금을 받는 영국 최초의 카드사가 됨.
- 1999 — 플래티넘 카드 도입.
- 2001 — FA 프리미어리그와 3년짜리 후원 계약을 맺음; Young People's Trust for the Environment와도 후원 계약을 맺음 - 영국 학생들의 환경 분야 교육을 도움.
- 2007 - 바클리카드 원펄스, 바클리카드 풋볼, 바클리카드 브레스 도입.

### 바클리카드 사 광고
80년대 말과 90년대 초에 걸쳐서, 로완 앳킨슨(Rowan Atkinson, "미스터 빈" 씨로 유명하다.)이 일련의 바클리카드 사 광고 여러 편에 출연한 바 있다. 첫 광고는 리처드 랫햄(Richard Latham, 로완 앳킨슨 분)이 본부(HQ)로 들어가면서 다음 임무에 대해 얘기를 듣는 씬이었다. - 그는 바클리카드 하나를 받아든다. 보초 몰래 파수막(sentry box)를 빠져 나온다.
다음 광고에서 리처드는 후견인 보(Bough)와 동행한다. 바클리카드 카드를 하나 만들어 주며, 그 카드의 혜택에 대해 리처드에게 설명한다. 이 광고에서 리처드는 깔개 하나를 태워먹으며, 결혼 선물용의 화분 하나를 깨 먹는다.
광고의 테마 곡은 잘 알려져 있는 곡이다. 광고들은 로완 앳킨슨이 007을 흉내내는 스파이 역으로 열연했던 영화 《조니 잉글리시》에 기반하고 있다. (광고에서 이름을 조니 잉글리시에서 리처드 랫햄으로 바꾸었지만 말이다.)

## 바클리카드 인터내셔날
바클리카드는 세계 약 60여 개 국에서 영업을 하고 있다. 영국 외에 약 100만 고객 수를 기록하고 있다. 180여 만 장의 카드가 발행되었으며, 매일 3만 5천 건 이상의 결재가 행해지고 있다고 전해지고 있다.

#### 바클리 인터내셔날의 연혁
- 1991 — 독일에서 출범.
- 1997 — 달러 카드 발행.
- 1998 — 프랑스에서 출범.
- 1999 — 스페인과 그리스에서 출범.
- 2001 — 보츠와나에서 출범.
- 2002 — 이탈리아에서 출범.
- 2003 — 남아프리카공화국에서 스탠다드 뱅크와 제휴한 신용카드 발행.
- 2004 — 아일랜드, 포르투갈, 이집트에서 출범; 미국의 주니퍼 파이낸셜 코포레이션 사 인수합병.
- 2007 — 아일랜드 지역 지분이 뱅크 오브 스코틀랜드 (아일랜드)에 매각됨.
- 2007 — 인도에서 출범.

## 프로비디언 사
2002년 바클리카드 사는 미국계 회사인 프로비디언 내셔널 뱅크를 인수합병한다. 프로비디어는 모기업의 회계 부정 사건으로 인해 어려움을 겪고 있었다. 프로비디언의 크롤레이 (웨스트 서섹스) 지부는 바클리카드 그룹에 완전히 흡수되었다. 신용카드 시장에서 가장 저급한 시장을 타겟으로 하고 있다.

## 그 외
영국 바클리카드(바클리카드 UK)와 바클리카드 인터내셔날 말고도, 바클리카드 비즈니스 UK이라는 것이 있다. 카드전표매입, 기업 부문 카드 발행, 파트너십 카드 발행 부문의 영업을 하고 있다. 바클리카드 비즈니스의 옛 이름은 바클리카드 머천트 서비시즈(Barclaycard Merchant Services (BMS))였다. 카드전표매입 영업은 영국 시장에서 약 38%의 점유율을 기록하고 있다. 인터넷 지불(ePDQ) 서비스를 제공하고 있으며, 인제니코(예전이름은 포트로닉) 사가 공급하는 소형의 은행 소유 터미널 (PDQ Terminals) 등을 제공하고 있다.
바클리카드는 런던스 트랜스포트(London's Transport for London)과 제휴해 오이스터 카드(Oyster card) 기능을 갖고 있는 복합 카드를 발행하고 있다 — 이름은 원펄스이다. 2007년 8월 발급 시작되었다.

## 후원
2001년 칼링에 이어 잉글랜드 프리미어리그 후원사가 되었다. 모기업 바클레이즈가 프리미어리그 2004-05부터 공식 후원사 자리를 물려받았다.

## 같이 보기
- 바클레이즈
- 신용카드